# Décès en 1942
Décès
- 1938
- 1939
- 1940
- 1941
- 1942
- 1943
- 1944
- 1945
- 1946

Cet article présente une liste de personnalités mortes au cours de l'année 1942.

Les mois de l'année font également l'objet de listes spécifiques :

## Décès par mois

### Inconnu
- Jean Adler, peintre et sculpteur français (° 30 septembre 1899).
- Charles Louis Eugène Assezat de Bouteyre, peintre français (° juin 1864).
- Paul Barian, peintre français (° 1875).
- Jules-Gustave Besson, peintre et enseignant français (° 1er août 1868).
- Jacques Bille, peintre français (° 13 février 1880).
- Grigori Bobrovski, peintre et professeur russe puis soviétique (° 29 novembre 1873).
- David Brainin, peintre et danseur français (° 20 août 1905).
- Abram Brazer, sculpteur, graphiste et peintre russe puis soviétique (° 25 janvier 1892).
- Eugène Marie Louis Chiquet, peintre, graveur au burin et aquafortiste français (° 8 septembre 1863).
- William Fazan, acteur britannique (° 17 juin 1877).
- Samuel Granowsky, peintre et sculpteur français (° 5 octobre 1882).
- Chana Kowalska, peintre et journaliste juive d'origine polonaise (° 4 novembre 1899).
- Paul Leroy, peintre orientaliste français (° 27 décembre 1860).
- Claude Lévy, peintre et décoratrice française (° 23 septembre 1895).
- Francisque Noailly, peintre orientaliste et ciseleur sur cuivre français (° 11 mars 1855).
- Berthold Oppenheim, rabbin de Olomouc (° 29 juillet 1867).
- Józef Ryszkiewicz (fils), peintre polonais (° 15 mai 1888).
- Pierre Adolphe Valette, peintre français (° 1876).
- Achille Varin, peintre français (° 22 juin 1863).

- Vers 1942
  - Édouard Cabane, peintre français (° 8 janvier 1857).

- Après 1942
  - Lluïsa Casagemas i Coll, compositrice catalane (° 13 décembre 1863).

- 1942 ou 1945
  - Boris Zvorykine, peintre, illustrateur et traducteur russe puis soviétique (° 1er octobre 1872).

### Janvier
- 2 janvier :
  - Lodovico Cavaleri, peintre italien (° 15 novembre 1867).
  - Henriette Gottlieb, soprano allemande (° 1er juin 1884).
- 4 janvier : Leon Jessel, compositeur allemand d'opérettes et de musique légère (° 22 janvier 1871).
- 8 janvier : Joseph Franklin Rutherford, deuxième président des Témoins de Jéhovah (° 8 novembre 1869).
- 9 janvier : Jerzy Różycki, mathématicien et cryptologue polonais (° 24 juillet 1909).
- 16 janvier :
  - Carole Lombard, actrice américaine d'origine française (° 6 octobre 1908).
  - Arthur du Royaume-Uni, gouverneur général du Canada (° 1er mai 1850).
- 19 janvier : Walter Spies, peintre et musicien allemand (° 15 décembre 1895).
- 21 janvier :
  - Félix Desgranges, peintre français (° 12 août 1860).
  - Petar Dobrović, peintre et homme politique serbe puis yougoslave, d'origine hongroise (° 14 janvier 1890).
  - Henryk Opienski, musicologue, violoniste, chef de chœur et compositeur polonais (° 13 janvier 1870).
- 24 janvier : Fulgence Masson, avocat, journaliste et homme politique belge (° 16 février 1854).
- 26 janvier :
  - Georges-Henri Ballot, peintre français (° 14 juin 1866).
  - Marthe Bonnard, peintre française (° 22 février 1869).
- 28 janvier : Maurice Robin, peintre, illustrateur, lithographe et critique d'art français (° 17 mai 1884).
- 30 janvier :
  - Karl Goepfart, musicien, compositeur et chef d'orchestre allemand (° 8 mars 1859).
  - Frederick W. A. G. Haultain, premier ministre des Territoires du Nord-Ouest.

### Février
- 2 février : Leonetto Cappiello, peintre, illustrateur, caricaturiste et affichiste italien naturalisé français (° 6 avril 1875).
- 4 février :
  - Louis-Adolphe Paquet, prêtre et écrivain canadien (° 4 août 1859).
  - Otto von Wätjen, peintre allemand (° 17 juillet 1881).
- 7 février :
  - Ivan Bilibine, peintre, illustrateur et décorateur de théâtre russe puis soviétique  (° 16 août 1876).
  - Pierre Fritel, peintre, sculpteur et graveur français (° 5 juillet 1853).
- 10 février : Ernest Pérochon, écrivain français (° 1885).
- 11 février : Jamnalal Bajaj, industriel indien (° 4 novembre 1889).
- 16 février : Giovanni Bartolena, peintre italien (° 24 juin 1886).
- 17 février : Georges Gaudion, chimiste, musicien, poète, peintre et illustrateur français (° 22 novembre 1885).
- 19 février : Gaston Bonnaure, homme politique français (° 21 janvier 1886).
- 20 février : Louis Soutter, peintre et dessinateur suisse (° 4 juin 1871).
- 21 février :
  - Robert Randolph Bruce, homme politique canadien (° 16 juillet 1861).
  - Jean Rameau, écrivain français (° 19 février 1858).
- 22 février :
  - Henri-Charles Tournel, architecte, peintre verrier et artiste décorateur français (° 8 octobre 1868).
  - Stefan Zweig, écrivain autrichien (° 28 novembre 1881).
- 23 février : Narcisse Guilbert, peintre français de l'École de Rouen (° 12 juin 1878).
- 24 février : Fernand Piet, peintre français (° 26 août 1869).
- 25 février :
  - Leo Ascher, compositeur autrichien (° 17 août 1880).
  - Paul Denarié, peintre français (° 1er janvier 1859).
- 27 février : Ernest Rouart, peintre, aquarelliste, pastelliste, graveur et collectionneur français (° 24 août 1874).

### Mars
- 5 mars : Edgar Nelson Rhodes, premier ministre de la Nouvelle-Écosse (° 5 janvier 1877).
- 7 mars : Jose Raul Capablanca, joueur d'échecs cubain (° 19 novembre 1888).
- 8 mars : Mary MacSwiney, députée indépendantiste et féministe irlandaise (° 27 mars 1872).
- 11 mars : Raoul Dandurand, politicien canadien (° 1861).
- 12 mars :
  - Kom II, 34e roi Moro Naba (° 1890).
  - Enric Morera i Viura, compositeur espagnol (° 22 mai 1865).
- 14 mars : Louise Marie Puisoye, peintre française (° 16 août 1855).
- 15 mars :
  - Herman Richir, peintre belge (° 4 décembre 1866).
  - Alexander von Zemlinsky, compositeur autrichien (° 14 octobre 1871).
- 16 mars : August von Gödrich, coureur cycliste allemand (° 16 mars 1859).
- 20 mars : Vassili Kalafati, compositeur russe (° 10 février 1869).
- 21 mars :
  - Albert Febvre-Longeray, compositeur, critique musical et architecte français (° 13 mai 1886).
  - Jindřich Štyrský, peintre, poète, éditeur, photographe et dessinateur surréaliste austro-hongrois puis tchécoslovaque (° 11 août 1899).
  - J. S. Woodsworth, politicien socialiste (° 29 juillet 1874).
- 23 mars : Marcelo Torcuato de Alvear, homme politique argentin (° 4 octobre 1868).
- 24 mars :
  - Mathieu Cordang, coureur cycliste néerlandais (° 26 décembre 1869).
  - Paul Jobert, peintre de marine français (° 19 août 1863).
- 26 mars : Alice Haarburger, peintre allemande (° 16 novembre 1942).
- 27 mars :
  - Julio González, sculpteur et peintre espagnol (° 21 septembre 1876).
  - Georges-Jean Lemare, peintre orientaliste français (° 29 avril 1866).
- 28 mars : Alexeï Bellegarde, haut fonctionnaire russe (° 24 novembre 1861).
- 30 mars : Marcel Rieder, peintre français (° 19 mars 1862).

### Avril
- 3 avril :
  - Paul Gilson, compositeur et pédagogue belge (° 15 juin 1865).
  - Georges Truffaut, homme politique belge (° 22 décembre 1901).
- 4 avril : George Cowl, acteur et réalisateur américain d'origine britannique (° 24 février 1878).
- 5 avril : Pavel Chillingovski, graveur, peintre et professeur d'art russe puis soviétique (° 12 mars 1881).
- 8 avril : Suzan Rose Benedict, mathématicienne américaine (° 29 novembre 1873).
- 11 avril : Gaspar Camps i Junyent, peintre, dessinateur, illustrateur et affichiste espagnol (° 29 décembre 1874).
- 14 avril : Paul Bourillon, coureur cycliste français (° 14 janvier 1877).
- 15 avril : Hugh S. Johnson, soldat américain (° 5 août 1881 ou 5 août 1882).
- 18 avril : Pierre Adolphe Valette, peintre français (° 13 octobre 1876).
- 23 avril : Jacques Jorissen, résistant communiste français (fusillé comme otage) (° 27 mai 1918).
- 24 avril : 
  - Lucy Maud Montgomery, romancière canadienne (° 30 novembre 1874).
  - Marcel Weinum, adolescent résistant, fondateur du réseau de Résistance « La Main Noire » (° 5 février 1924).
- 26 avril : Käthe Loewenthal, peintre allemande (° 27 mars 1878).
- 27 avril : Ashton Dearholt, acteur du cinéma muet et producteur américain (° 4 avril 1894).
- 28 avril : Slavin Cindrić, footballeur yougoslave puis croate (° 1901).
- 29 avril : Emil von Sauer, pianiste et compositeur allemand (° 8 octobre 1862).

### Mai
- 2 mai :
  - Maurice Cabart-Danneville, homme politique français (° 9 juin 1866).
  - André Engel, peintre français (° 4 mai 1880).
- 3 mai : Henri Labit, officier, résistant, compagnon de la Libération (° 30 septembre 1920).
- 4 mai : Jules-Émile Zingg, peintre français (° 25 août 1882).
- 7 mai : Felix Weingartner, chef d'orchestre autrichien, compositeur néoromantique, pianiste et écrivain (° 2 juin 1863).
- 14 mai :
  - Charles Jouas, dessinateur, peintre et illustrateur français (° 5 décembre 1866).
  - Bronislaw Malinowski, anthropologue et ethnologue polonais (° 7 avril 1884).
- 18 mai : Herménégilde Boulay, politicien québécois (° 20 mars 1861).
- 19 mai : Alfred Baudrillart, cardinal, évêque auxiliaire de Paris et académicien français (° 6 janvier 1859).
- 20 mai : 
  - 20 mai, John Goodall, footballeur international anglais devenu entraîneur (° 19 juin 1863).
  - Hector Guimard, architecte français, représentant de l'Art nouveau (° 10 mars 1867).
- 23 mai : Panayótis Toúndas, musicien grec (° 1886).
- 25 mai : Emanuel Feuermann, violoncelliste autrichien (° 22 novembre 1902).
- 26 mai :
  - Libero Bovio, parolier et poète de langue napolitaine (° 9 juin 1883).
  - Georges-Auguste Lavergne, peintre français (° 1er janvier 1863).
  - Émile Frédéric Jean Baptiste Ragot, peintre et sculpteur français (° 7 décembre 1872).
- 29 mai : John Barrymore, acteur américain (° 15 février 1882).

### Juin
- 1er juin : Ernest Pingoud, compositeur finlandais d'origine alsacienne (° 14 octobre 1887).
- 4 juin :
  - Reinhard Heydrich, SS-Obergruppenführer (° 7 mars 1904).
  - Mordechai Gebirtig, compositeur et poète polonais (° 4 mai 1877).
- 7 juin : Jean Dunand, peintre et sculpteur français d'origine suisse (° 20 mai 1877).
- 8 juin :
  - José Pellicer, anarchiste et anarcho-syndicaliste espagnol (° 27 avril 1912).
  - Daniele de Strobel, peintre italien (° 30 mars 1873).
- 9 juin : Maurice Wilmotte, romaniste belge (° 11 juillet 1861).
- 10 juin : Louis Payret-Dortail, peintre, illustrateur et décorateur français (° 24 août 1878).
- 11 juin : Geoffrey Toye, chef d'orchestre, compositeur et producteur anglais d'opéras (° 17 février 1889).
- 12 juin : Walter Leigh, compositeur britannique (° 22 juin 1905).
- 14 juin : Heinrich Vogeler, peintre allemand (° 12 décembre 1872).
- 15 juin : Albert Montmerot, peintre paysagiste français (° 22 décembre 1902).
- 17 juin :
  - Charles Fitzpatrick, juge à la cour suprême du Canada (° 19 décembre 1853).
  - Youssef Khan Nazare-Aga, compositeur français (° 24 août 1870).
- 30 juin : Léon Daudet, écrivain et homme politique français (° 16 novembre 1867).

### Juillet
- 2 juillet : William Henry Reed, violoniste anglais, professeur, compositeur, chef d'orchestre et biographe de Sir Edward Elgar (° 29 juillet 1876).
- 9 juillet : Camille, Georges Ruff, résistant français (°27 juillet 1898).
- 11 juillet : Auguste Germain, poète français (° 16 août 1878).
- 17 juillet : Joachim Weingart, peintre polonais (° 1895).
- 18 juillet : Alexandre Auffray, peintre français (° 14 mai 1869).
- 19 juillet :
  - Alois Eliáš, général et homme politique tchèque (° 29 septembre 1890).
  - Thomas Latimore, homme politique américain (° 28 juin 1890).
- 23 juillet : Andy Ducat, footballeur britannique (° 16 février 1886).
- 29 juillet : Wojciech Kossak, peintre polonais (° 31 décembre 1856).
- 31 juillet : Jožka Jabůrková, journaliste et écrivaine d'origine tchécoslovaque (° 16 avril 1896).

### Août
- 1er août : Edith Pretty, propriétaire terrienne anglaise (° 1er août 1883).
- 3 août :
  - James Cruze, acteur, réalisateur, producteur et scénariste américain (° 27 mars 1884).
  - Raphaël-Schwartz, peintre, graveur et sculpteur français d'origine ukrainienne (° 1er octobre 1874).
- 4 août : Alberto Franchetti, compositeur italien, appartenant à l'école du vérisme et à la Giovane Scuola (° 8 septembre 1860)
- 5 août :
  - Sidney Bracey, acteur australo-américain (° 18 décembre 1877).
  - Julien Lootens, coureur cycliste belge (° 2 août 1876).
- 6 août :
  - Alfonso Castaldi, compositeur, chef d'orchestre et pédagogue roumain d’origine italienne (° 23 avril 1874).
  - Roman Kramsztyk, peintre polonais d'origine juive (° 18 août 1885).
- 7 août :
  - René Devillario, peintre, lithographe, graveur et aquarelliste français (° 2 avril 1874).
  - Jean-Louis Gampert, peintre, graveur et illustrateur suisse (° 8 février 1884).
- 9 août : Tahar Sfar, homme politique tunisien (° 15 novembre 1903).
- 10 août : 
  - Albert Guillaume, peintre, affichiste et caricaturiste français (° 14 février 1873).
  - Elena Shirman, poétesse juive russe (° 21 janvier 1908).
- 12 août :
  - Mykola Bouratchek, peintre impressionniste et pédagogue russe puis soviétique (° 16 mars 1871)
  - Jacob Gould Schurman, ambassadeur, professeur et homme politique américain (° 22 mai 1854).
  - Gustaf Carlsson, footballeur international suédois et sélectionneur de son pays (° 22 juillet 1894).
- 19 août : Irène Némirovsky, écrivaine russe puis soviétique d'expression française (° 5 juin 1898).
- 20 août : István Horthy, homme politique hongrois (° 12 septembre 1904).
- 21 août : Antoine Calbet, peintre, aquarelliste, dessinateur, graveur et illustrateur français (° 16 août 1860).
- 23 août : Takeuchi Seihō, peintre japonais du genre nihonga (° 20 décembre 1864).
- 28 août : Clara Arnheim, peintre allemande (° 24 avril 1865).
- 30 août : Sava Šumanović, peintre serbe puis yougoslave (° 22 janvier 1896).

### Septembre
- 1er septembre : Marie-Madeleine Dauphin, illustratrice française (° 6 juin 1878).
- 2 septembre : Bento António Gonçalves (en), dirigeant communiste portugais, au bagne de Tarrafal.
- 4 septembre : Ettie Steinberg, longtemps considérée comme la seule victime irlandaise de la Shoah (° 11 janvier 1914).
- 5 septembre : François de Labouchère, aviateur français de la Seconde Guerre mondiale, compagnon de la Libération (° 18 septembre 1917).
- 10 septembre : Marie Dauguet, poétesse française (° 2 avril 1860).
- 11 septembre : Égide Rombaux, sculpteur belge (° 19 janvier 1865).
- 12 septembre : Khanpasha Nuradilov, militaire tchétchène, Héros de l'Union soviétique († 6 juillet 1924).
- 14 septembre : Savely Schleifer, peintre français († 17 septembre 1881).
- 20 septembre : Elkan Bauer, compositeur autrichien (° 4 avril 1852).
- 25 septembre : Wilhelm Claudius, peintre, illustrateur et dessinateur allemand (° 13 avril 1854).
- 26 septembre : Louis Tinayre, illustrateur et peintre français (° 14 mars 1861).
- 30 septembre :
  - Jacques-Émile Blanche, peintre, graveur et écrivain français (° 31 janvier 1861).
  - Hermann Kurtz, collectionneur et prestidigitateur roumain (° 17 mars 1873).

### Octobre
- 1er octobre :
  - Hinko Smrekar, dessinateur, peintre, illustrateur et caricaturiste serbe puis yougoslave (° 13 juillet 1883).
  - Heinz Wengler, coureur cycliste allemand (° 27 septembre 1912).
- 5 octobre : Giuseppe Cassioli, peintre et sculpteur italien (° 22 octobre 1865).
- 11 octobre : Leonid Nikolaïev, pianiste, compositeur et pédagogue russe puis soviétique (° 13 août 1878).
- 13 octobre : Li Shutong, maître chinois du bouddhisme de l'école dite lüzong, également peintre et poète (° 23 octobre 1880).
- 15 octobre : Ferdinand Capelle, compositeur, clarinettiste et chef d'orchestre français (° 24 avril 1883).
- 18 octobre : Mikhaïl Nesterov, peintre russe puis soviétique (° 31 mai 1862).
- 23 octobre : Sidiki Boubakari, résistant français, compagnon de la libération (° vers 1911-1912).
- 25 octobre : Ubaldo Oppi, peintre italien (° 29 juillet 1889).
- 26 octobre : William Finnemann, évêque philippin, résistant aux Japonais, « serviteur de Dieu » (° 18 décembre 1882).
- 28 octobre : Adolphe Marty, organiste, improvisateur, compositeur et pédagogue français (° 29 septembre 1865).

### Novembre
- 1er novembre : Hugo Distler, organiste et compositeur allemand (° 24 juin 1908).
- 4 novembre : Clementine Krämer, écrivaine allemande (° 7 octobre 1873).
- 5 novembre : George M. Cohan, dramaturge, scénariste, compositeur et acteur américain (° 3 juillet 1878).
- 19 novembre :
  - Else Berg, peintre germano-néerlandaise (° 19 février 1877).
  - Édouard Combe, compositeur et musicien suisse (° 23 septembre 1866).
  - Bruno Schulz, écrivain et graphiste polonais (° 12 juillet 1892).
  - Mommie Schwarz, peintre et graphiste juif néerlandais (° 28 juillet 1876).
- 27 novembre : Jean Launois, peintre et illustrateur français (° 22 novembre 1898).

### Décembre
- 1er décembre : Gaston Rivierre, coureur cycliste français (° 3 juin 1862).
- 2 décembre : Léon Carré, peintre et illustrateur français (° 23 juin 1878).
- 3 décembre : Blanche Selva, pianiste, pédagogue et compositrice française (° 29 janvier 1884).
- 5 décembre : Michalina Stefanowska, neurophysiologiste et biologiste polonaise (° 5 décembre 1942).
- 6 décembre : Marie-Emmanuel-Augustin Savard, compositeur, chef d'orchestre et pédagogue français (° 15 mai 1861).
- 7 décembre : Manuel García Morente, philosophe, traducteur, professeur puis prêtre espagnol (° 22 avril 1886).
- 9 décembre : Auguste Ramel, peintre français (° 29 novembre 1864).
- 12 décembre : Robert Danneberg, avocat et homme politique austro-hongrois puis autrichien (° 23 juillet 1885).
- 15 décembre : Pierre Hodé, peintre et décorateur de théâtre français (° 8 janvier 1889).
- 17 décembre : Jules-Alexis Muenier, peintre et photographe français (° 29 novembre 1863).
- 19 décembre :
  - Gaston Chopard, peintre animalier, graveur et décorateur français (° 21 septembre 1883).
  - Tavík František Šimon, peintre, graveur et enseignant austro-hongrois puis tchécoslovaque (° 13 mai 1877).
- 20 décembre : Jean Gilbert, compositeur et chef d'orchestre allemand (° 11 février 1879).
- 21 décembre : Alexandre François Bonnardel, peintre français (° 6 septembre 1867).
- 23 décembre : René Morère, peintre français (° 16 mai 1907).
- 24 décembre : François Darlan, amiral et homme politique français (° 7 août 1881).
- 26 décembre : 
  - Frank Dawson Adams, géologue canadien (° 17 septembre 1859).
  - Jeanne Adnet, anarchiste et socialiste française (° 8 janvier 1871).

- 28 décembre : Camille Wollès, peintre belge (° 1er juillet 1864).

### Date précise inconnue
- Maruyama Banka, peintre de paysages et aquarelliste japonais (° 1867).
- George Alexander Sullivan, acteur britannique (° 1890).